# Rudy Haddad
Pour les articles homonymes, voir Haddad.
Rudy Haddad, né le 5 février 1985 à Paris, est un joueur de football français (milieu offensif ou attaquant de soutien), originaire du quartier de Belleville.

## Biographie
Rudy Haddad naît en 1985 dans le quartier de Belleville, de deux parents juifs tunisiens. Il grandit rue des Envierges, et commence à jouer au football avec ses amis du quartier. Remarqué par de nombreux clubs européens dès l'âge de 12 ans, l'enfant de Belleville formé au Maccabi Paris opte pour le Paris Saint-Germain, son club de cœur, après un passage par le FC Les Lilas.
Il intègre l'INF Clairefontaine en 1998. Il y restera jusqu'en 2001, s'entraînant à Clairefontaine la semaine et jouant dans son club le week-end (jusqu'en 2000). En 2000-2001, il dispute avec l'INF le championnat de France des moins de 15 ans, qu'il remporte face à l'AS Saint-Étienne, après une saison entière sans connaître de défaite.
Du 17 au 20 février 2003, il participe à un stage de détection avec l'équipe de France des moins de 18 ans, au CTNFS à Clairefontaine, aux côtés notamment de Lassana Diarra, Mohamed Sissoko et Yannick Cahuzac.
Très remarqué pour ses performances avec l'équipe réserve, le jeune joueur fait ses débuts avec l'équipe première du PSG le 9 avril 2005, à l'âge de 20 ans, en entrant en jeu à la 86e minute contre Bordeaux au Parc des Princes.
Sélectionné en équipe de France espoirs en juin 2005, il dispute le tournoi de Toulon aux côtés de Lassana Diarra et Jimmy Briand, et participe activement à la victoire des bleus, inscrivant un but en finale.
Le 31 mai 2006, Haddad est prêté un an (sans option d'achat) au Valenciennes Football Club, afin de s'aguerrir au plus haut niveau. Chez le promu nordiste, il retrouve Antoine Kombouaré son ancien entraineur de l'équipe réserve du PSG. Il marque son premier but en Ligue 1 le 29 avril 2007 contre l'AS Monaco. À l'issue de sa première saison de retour dans l'élite, son club parvient à se maintenir.
Disputant quelques matchs amicaux du PSG lors de la pré-saison 2007-2008, Rudy Haddad ne convainc pas Paul Le Guen de le conserver. Il est transféré début août en Israël au Maccabi Tel-Aviv pour 500 000 € avec à la clé un contrat de trois ans. En janvier 2009, il est prêté à LB Châteauroux. En juin 2009, un transfert définitif au club avec un contrat de 3 ans est signé.
Il s'y intègre parfaitement et devient un élément important du collectif castelroussin. Excellent passeur décisif, il est nommé dans la catégorie meilleur joueur de Ligue 2 pour la saison 2010-2011 aux trophées UNFP du football et figure dans l'équipe type  de Ligue 2 pour la saison 2010-2011. 
Le 16 juin 2011, un communiqué officiel du club de l'AJ Auxerre annonce sa signature pour trois ans. À la mi-septembre, il se blesse à la cuisse lors d'un entraînement (un décollement de l'aponévrose du biceps fémoral), son indisponibilité est alors évaluée entre deux et trois semaines.
À l'issue de sa première saison dans l'Yonne, le club est relégué en Ligue 2, pour la première fois depuis trente-deux ans. Le joueur choisit de rester à Auxerre.

## Palmarès
- Vainqueur du Tournoi de Toulon en 2005 avec l'équipe de France espoirs
- Figure dans l'équipe type de Ligue 2 avec La Berrichonne de Châteauroux

## Statistiques
| Saison                | Club                   | Championnat           | Championnat | Championnat | Coupe nationale | Coupe nationale | Coupe de la Ligue | Coupe de la Ligue | Total | Total |
| Saison                | Club                   | Division              | M.          | B.          | M.              | B.              | M.                | B.                | M.    | B.    |
| 2004-2005             | Paris SG               | Ligue 1               | 4           | 0           | -               | -               | -                 | -                 | 4     | 0     |
| 2005-2006             | Paris SG               | Ligue 1               | 5           | 0           | 1               | 0               | 2                 | 0                 | 8     | 0     |
| Sous-total            | Sous-total             | Sous-total            | 9           | 0           | 1               | 0               | 2                 | 0                 | 12    | 0     |
| 2006-2007             | Valenciennes FC (prêt) | Ligue 1               | 29          | 1           | 3               | 0               | -                 | -                 | 32    | 1     |
| 2007-2008             | Maccabi Tel-Aviv       | Liga ha'Al            | 31          | 1           | -               | -               | -                 | -                 | 31    | 1     |
| 2008-jan 2009         | Maccabi Tel-Aviv       | Liga ha'Al            | 12          | 0           | 6               | 1               | -                 | -                 | 18    | 1     |
| Sous-total            | Sous-total             | Sous-total            | 43          | 1           | 6               | 1               | -                 | -                 | 49    | 2     |
| jan 2009-2009         | LB Châteauroux (prêt)  | Ligue 2               | 18          | 0           | -               | -               | -                 | -                 | 18    | 0     |
| 2009-2010             | LB Châteauroux         | Ligue 2               | 29          | 2           | 1               | 0               | -                 | -                 | 30    | 2     |
| 2010-2011             | LB Châteauroux         | Ligue 2               | 35          | 2           | 1               | 0               | 1                 | 2                 | 37    | 4     |
| Sous-total            | Sous-total             | Sous-total            | 82          | 4           | 2               | 0               | 1                 | 2                 | 85    | 6     |
| 2011-2012             | AJ Auxerre             | Ligue 1               | 10          | 0           | 2               | 0               | 1                 | 0                 | 13    | 0     |
| 2012-2013             | AJ Auxerre             | Ligue 2               | 21          | 2           | -               | -               | 1                 | 0                 | 22    | 2     |
| 2013-2014             | AJ Auxerre             | Ligue 2               | 4           | 0           | -               | -               | -                 | -                 | 4     | 0     |
| Sous-total            | Sous-total             | Sous-total            | 35          | 2           | 2               | 0               | 2                 | 0                 | 39    | 2     |
| 2015-2016             | Hapoël Ashkelon FC     | Liga ha'Al            | 27          | 3           | -               | -               | -                 | -                 | 27    | 3     |
| 2016-2017             | Hapoël Ashkelon FC     | Liga ha'Al            | 15+7        | 0+1         | 2               | 2               | -                 | -                 | 24    | 3     |
| 2017-2018             | Hapoël Ashkelon FC     | Liga ha'Al            | 20+4        | 0+0         | 1               | 0               | -                 | -                 | 25    | 0     |
| Sous-total            | Sous-total             | Sous-total            | 73          | 4           | 3               | 2               | -                 | -                 | 76    | 6     |
| Total sur la carrière | Total sur la carrière  | Total sur la carrière | 271         | 12          | 17              | 3               | 5                 | 2                 | 293   | 17    |